# Анархо-универсализм
Анархо-универсализм — объединение в анархическом движении, созданное в 1917 году Абой и Вольфом Гордиными, выступавшими под псевдонимом братья Гордины. Это объединение выступало под разными названиями, которые можно объединить данным термином, вот некоторые из них: Союз Пяти Угнетенных, всеизобретательство, пан-анархизм, анархизм-интериндивидуализм. Также в рамках данного направления Александром Святогором был создан Креаторий биокосмистов, а также сторонниками этого движения проводилась «Первая мировая выставка межпланетных аппаратов и механизмов».

## Основные идеи
Первой идеей можно назвать всеизобретательство, состоит она в том, что все должно стать предметом изобретения, с этой целью был создан социотехникум, всеизобретальня или эксархическая коммуна, располагавшаяся по адресу Тверская 68 (28), например, там пытались создать "изобрет-питание", таблетки заменяющие еду, после одного эксперимента один человек чуть не умер. Вторая идея это союз Пяти Угнетенных, то есть представительство наиболее угнетенных слоев, а именно: Личности, Рабочего, Женщины, Угнетенной нации и Молодежи. Также Вольф Гордин создал язык АО, который должен стать языком космической коммуникации.
В утопическом произведении "Страна Анархия" Гордины описывают планету, на которой нет частной собственности, всё является предметом изобретения, от вещей вокруг, до небесных светил, а Пяти угнетенным противопоставлены пять гор под названием Равенство, Братство, Любовь, Свобода, Творчество и пять морей под названием коммунизм, космизм, гинизм, анархизм, аморфизм.